# Klub Sportowy Polonia Warszawa
Polónia Varsóvia (Polonia Warszawa em polonês) é um clube de futebol polonês. Foi fundado em 1911, sendo um dos clubes mais antigos de Varsóvia.

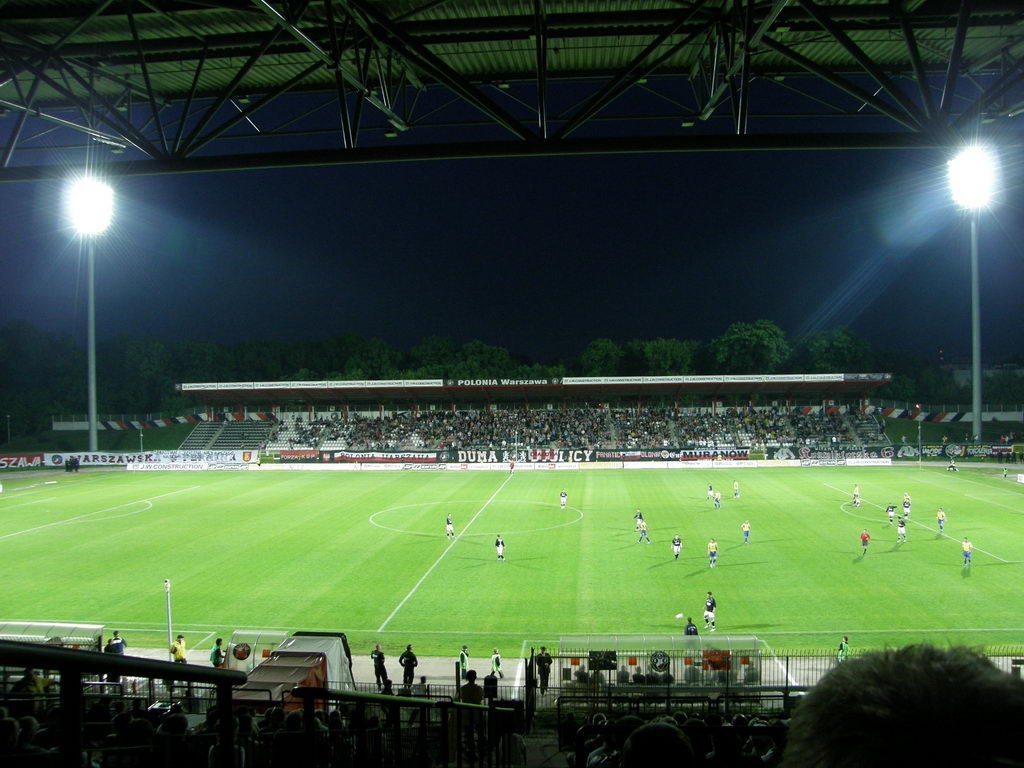
Stadion Polonii Warszawa

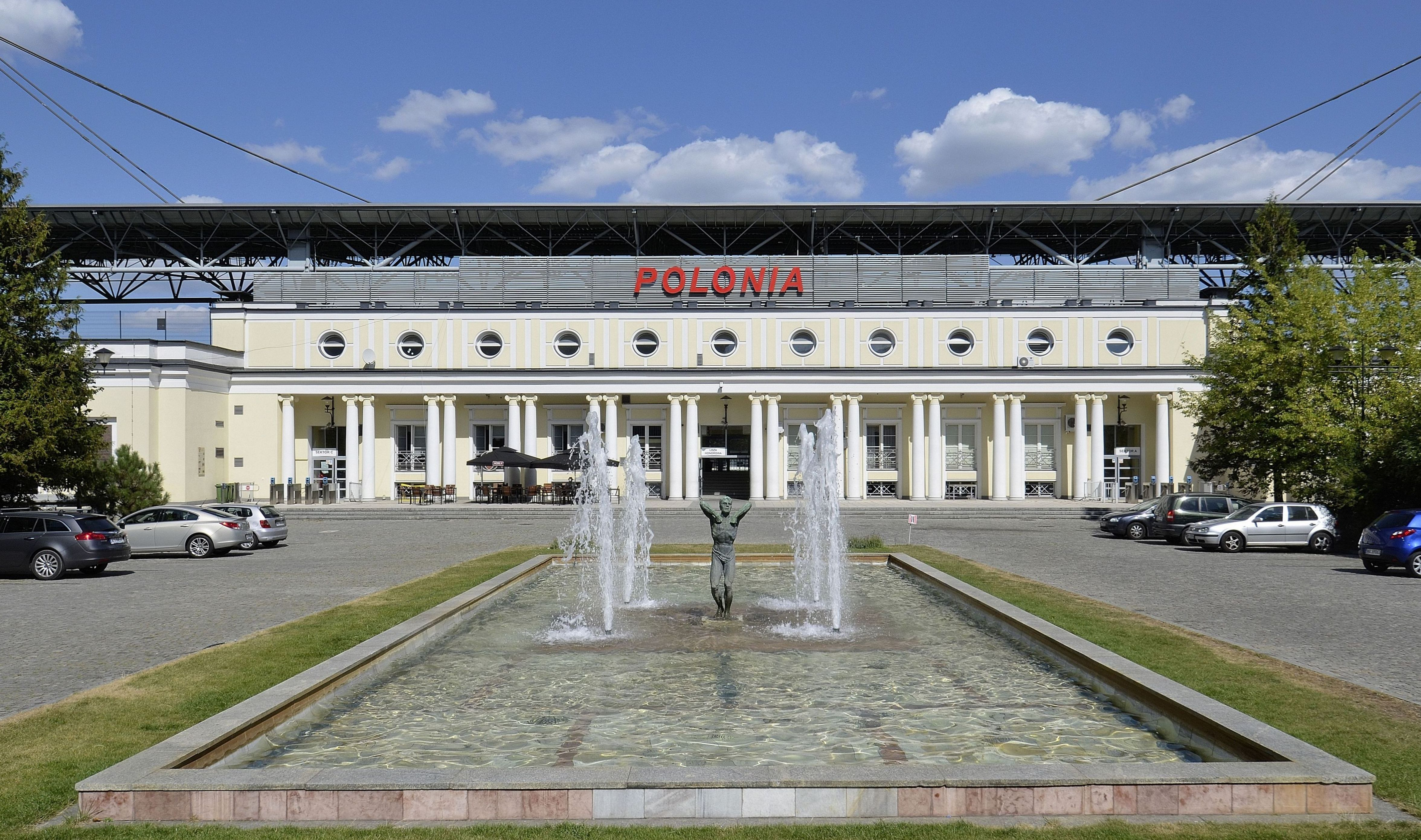
Stadion Polonii Warszawa

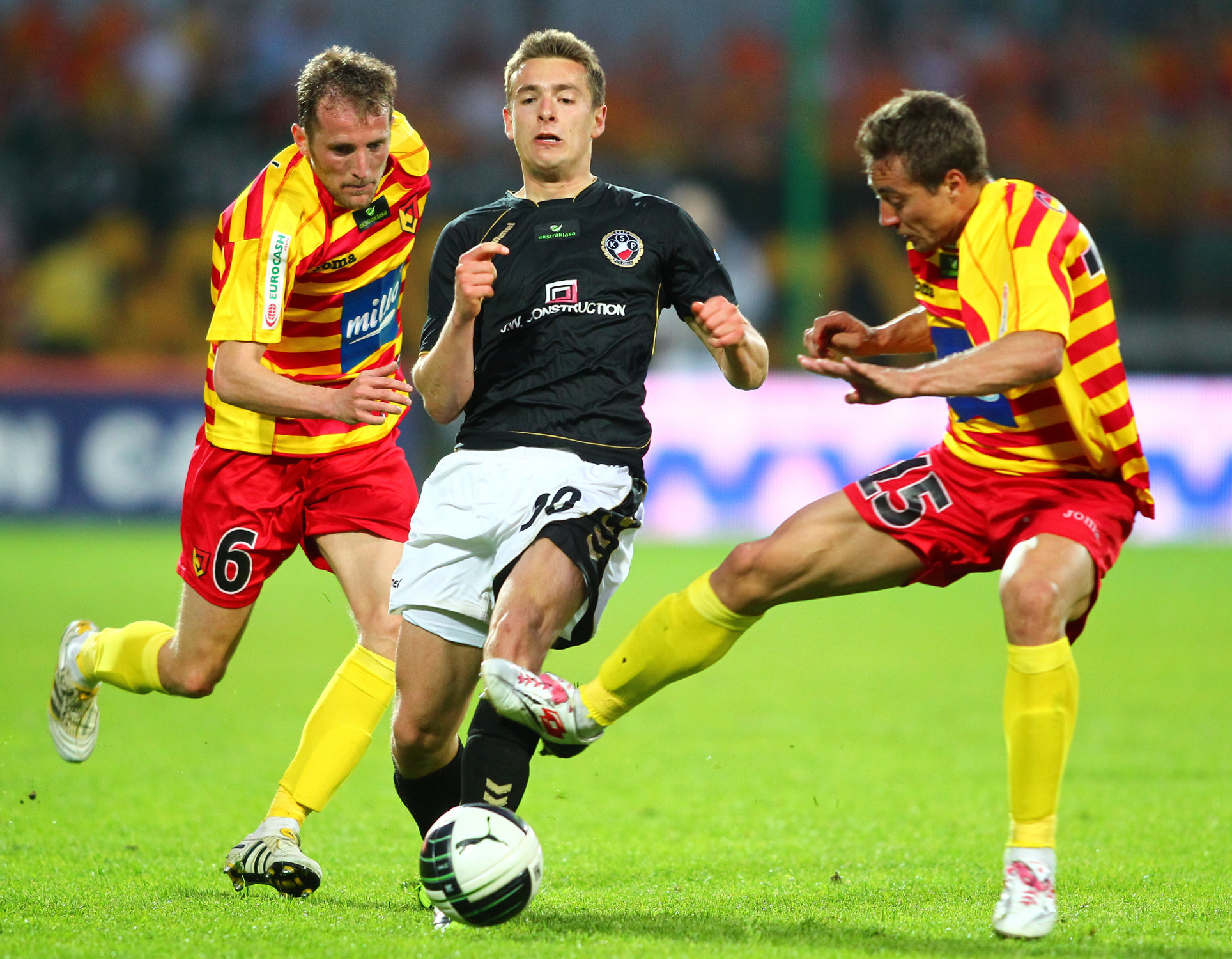
Polonia Varsóvia - Jagiellonia Białystok

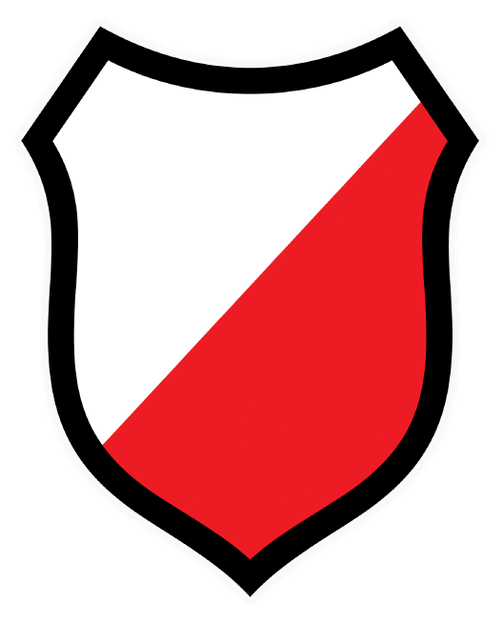
Antigo logo do Polonia Varsóvia

## Títulos
- Campeonato Polonês de Futebol:
  - (2): 1946, 2000;

- Copa da Polônia:
  - (2): 1952, 2001;

- Supercopa da Polônia:
  - (1): 2000;

- Copa da Liga Polonesa:
  - (1): 2000;

## Notáveis jogadores
Albânia
- Edgar Çani

Brasil
- Bruno Coutinho Martins

Polonia
- Arkadiusz Bąk
- Marcin Baszczyński
- Dariusz Dziekanowski
- Paweł Kieszek
- Adam Kokoszka
- Radosław Majdan
- Emmanuel Olisadebe
- Euzebiusz Smolarek
- Grzegorz Szamotulski
- Piotr Świerczewski
- Marcin Żewłakow
- Michał Żewłakow